# أرشيبالد بوش
أرشيبالد بوش (بالإنجليزية: Archibald Bush)‏ هو شخصية أعمال أمريكي، ولد في 5 مارس 1887 في غرانيت فولز في الولايات المتحدة، وتوفي في 16 يناير 1966.